# Сазара
Сазара (на турски: Çukurpınar, Чукурпънар) е село в Източна Тракия, Турция, Околия Лозенград, Вилает Лозенград.

## География
Селото се намира на 10 километра севоизточно от вилаетския център Лозенград (Къркларели) в южните склонове на Странджа.

## История
В XIX век Сазара е село в Лозенградска кааза на Одринския вилает на Османската империя. Според „Етнография на вилаетите Адрианопол, Монастир и Салоника“, издадена в Константинопол в 1878 година и отразяваща статистиката на населението от 1873 година Сазара (Sazara) е село с 50 домакинства и 163 жители мюсюлмани.
При избухването на Балканската война в 1912 година един човек от Сазара е доброволец в Македоно-одринското опълчение.

## Личности
Родени в Сазара
- Иван Господинов, македоно-одрински опълченец, жител на Варна, 4 и Нестроева рота на 8 костурска дружина[3]